# Hymns by Johnny Cash
Hymns by Johnny Cash è il terzo album in studio del cantante country Johnny Cash, ed è il suo secondo album pubblicato dalla Columbia Records.
Fu originariamente pubblicato nel maggio 1959 e poi ripubblicato nel 2002 con la versione mono di It Was Jesus, tratta da un EP e priva delle armonie vocali presenti, invece, nella versione dell'album. Questa pubblicazione rappresenta il progetto di album country-gospel che Sam Phillips negò a Cash quando si trovava alla Sun Records.

## Tracce
1. It Was Jesus - 2:08 - (Johnny Cash)
2. I Saw a Man - 2:36 - (Arthur Smith)
3. Are All the Children In - 1:58 - (Craig Starret)
4. The Old Account - 2:29 - (Traditional arr. da Johnny Cash)
5. Lead Me Gently Home - 2:04 - (Will L. Thompson)
6. Swing Low, Sweet Chariot - 1:56 - (Traditional arr. da Johnny Cash)
7. Snow in His Hair - 2:24 - (Marshall Pack)
8. Lead Me Father - 2:31 - (Johnny Cash)
9. I Call Him - 1:50 - (Johnny Cash, Roy Cash)
10. These Things Shall Pass - 2:20 - (Stuart Hamblen)
11. He'll Be a Friend - 2:00 - (Johnny Cash)
12. God Will - 2:24 - (John D. Loudermilk/Marijohn Wilkin)

### Bonus Tracks
1. It Was Jesus - 2:04 - (Johnny Cash)

## Musicisti
- Johnny Cash - Arrangiatore, Chitarra, Voce
- Al Casey - Chitarra
- Luther Perkins - Chitarra
- Don Helms - Steel Guitar
- Marshall Grant - Basso
- Marvin Hughes - Piano
- Buddy Harman - Percussioni

### Altri Collaboratori
- Don Law - Produttore
- Al Quaglieri - Produttore per la Riedizione
- Seth Foster - Lavorazione del Master
- Mark Wilder - Lavorazione del Master, Mixaggio
- Hal Adams - Fotografia
- Don Hunstein - Fotografia
- Stacey Boyle - Ricerca Nastri
- Matt Kelly - Ricerca Nastri
- Kay Smith - Ricerca Nastri
- Steven Berkowitz - A&R
- Darren Salmieri - A&R
- Patti Matheny - A&R
- Howard Fritzson - Direzione Artistica
- Randall Martin - Design
- Nick Shaffran - Consulente
- Johnny Whiteside - Note